# Васішка
Васішка — правитель Кушанського царства, успадкував престол від Канішки II.